# Potamoplankton
Potamoplankton (z gr. potamós=rzeka+ planktós= błąkający się) – plankton wód bieżących, plankton rzeczny. 
Jest on uboższy od planktonu jeziornego. Przeważają w nim drobne organizmy, takie jak bakterie, okrzemki czy wrotki. Potamoplankton jest nietrwałym zgrupowaniem, może jednak pełnić dużą rolę w sieci troficznej całego ekosystemu rzecznego. Wielkość potamoplanktonu jest wprost proporcjonalna do długości rzeki i odwrotnie proporcjonalna do szybkości prądu.